# Podagritus chambersi
Podagritus chambersi är en biart som beskrevs av Harris 1994a. Podagritus chambersi ingår i släktet Podagritus och familjen grävsteklar. Inga underarter finns listade i Catalogue of Life.